# Olga Andreïevna de Russie
Pour les articles homonymes, voir Olga de Russie.
Titre
Présidente de l'Association de la famille Romanov
3 décembre 2017 – 31 mars 2023
(5 ans, 3 mois et 28 jours)
Olga Andreïevna de Russie (en russe : Ольга Андреевна из России ; en anglais : Olga Andreevna of Russia), princesse de Russie, est née le 8 avril 1950 à Londres, au Royaume-Uni. Fille du prince Andreï Alexandrovitch de Russie et petite-nièce de Nicolas II, dernier empereur de Russie, c'est une aristocrate britannique, membre de la maison Romanov.
Entre 2017 et 2023, la princesse Olga est présidente de l'Association de la famille Romanov, une organisation regroupant les descendants de l'ancienne maison impériale russe. Elle est propriétaire de Provender House (en), une maison de campagne dans le Kent qu'elle a héritée en 2000 de sa famille maternelle.

## Famille
La princesse Olga est le plus jeune enfant du prince Andreï Alexandrovitch de Russie (1897-1981) et le seul né de son second mariage en 1942 avec Nadine McDougall (en) (1908-2000). Par son père, elle descend du grand-duc Alexandre Mikhaïlovitch de Russie (1866-1933), qui appartient à une branche cadette des Romanov, et de la grande-duchesse Xenia Alexandrovna de Russie (1875-1960), sœur du tsar Nicolas II. Par sa mère, elle est la petite-fille du lieutenant-colonel Herbert McDougall.
Olga utilise la version anglaise de son nom de famille, préférant « Romanoff » à « Romanova », la forme féminine de son nom en russe. Elle porte le titre et le prédicat de « Son Altesse la princesse Olga Andreïevna Romanov ».

## Biographie
Éduquée par des professeurs privés dans la majestueuse demeure de sa mère, Provender House (en), à Faversham, dans le Kent, en Angleterre, la princesse Olga grandit en entendant son père, exilé, lui raconter le tragique héritage de sa famille dans la Russie pré-révolutionnaire. Elle est présentée à la société en 1968, lors d'un bal des débutantes organisé par ses parents, sur le thème de la Régence anglaise.
Elle rejoint l'Association de la famille Romanov en 1980 et, avec d'autres membres, assiste à l'inhumation longtemps retardée de Nicolas II et d'Alexandra Feodorovna, derniers empereur et impératrice de Russie, à Saint-Pétersbourg en 1998.
La princesse Olga vit à Provender House, qu'elle a restaurée et ouverte au public. Ayant hérité du manoir du XIIIe siècle et du domaine de douze hectares en 2000, elle a réuni l'argent nécessaire à sa rénovation en vendant ce qui restait de la collection d'objets pré-révolutionnaires de son père, dont la plupart avaient déjà été vendus à la famille royale britannique.
En 2005, elle participe à l'émission de téléréalité Australian Princess (en) en donnant des conseils aux concurrents. En 2017, elle publie ses mémoires intitulés Princess Olga, A Wild and Barefoot Romanov (« Princesse Olga, une Romanov sauvage et aux pieds nus »).
Le 3 décembre 2017, Olga est élue présidente de l'Association de la famille Romanov, succédant au prince Dimitri Romanovitch de Russie (mort près d'un an auparavant), tandis que son demi-frère aîné, le prince Andreï Andreïevitch de Russie, en devient le président d'honneur. Elle occupe cette fonction jusqu'au 31 mars 2023.

## Mariage et descendance
Un temps envisagée comme une potentielle épouse pour son cousin au troisième degré, le futur roi Charles III du Royaume-Uni, la princesse Olga épouse Thomas Mathew (né le 8 juillet 1945, fils de Francis Mathew, ancien directeur du Times), lors de noces célébrées à la cathédrale orthodoxe de l'Assomption et à l'oratoire de Londres le 1er octobre 1975. Issu de la gentry irlandaise, Thomas Mathew possède plusieurs résidences en Angleterre, à South Kensington et dans les environs de Hatchlands Park, dans le Surrey. Le couple se sépare en 1989, après avoir eu quatre enfants :
- Nicholas Mathew (né le 6 décembre 1976), qui épouse Judith Aird Stanley (née le 1er octobre 1976), d'où trois enfants : Thomas (2004), Lucy (2006) et Isabella Florence (2011) ;
- Francis-Alexander Mathew (né le 20 septembre 1979), photographe, qui participe à la version ukrainienne de The Bachelor en 2012[7] ;
- Alexandra Mathew (née le 20 avril 1981) ;
- Thomas Mathew (27 novembre 1987 – 20 avril 1989)[8].

## Publication
- (en) HH Princess Olga Romanoff (with Coryne Hall), Princess Olga, A Wild and Barefoot Romanov, Shepheard-Walwyn (Publishers) Ltd, 2017, 176 p. (ISBN 978-0856835179).

### Bases de données
- Ressource relative aux beaux-arts :   - National Portrait Gallery
- Ressource relative à l'audiovisuel :   - IMDb
- Notices d'autorité :   - VIAF
  - LCCN
  - GND
  - WorldCat

### Autres liens
- (en) « Olga Romanoff, Princess Romanova », sur The Peerage (consulté le 17 janvier 2024).
- Marie-Eudes Lauriot Prévost, « La princesse Olga Romanov nous ouvre les portes de sa demeure », Point de vue,‎ 20 juillet 2018 (lire en ligne).
- (ru) Бен Тавенер, « "Босая и дикая": знакомство с княгиней Романофф », Дата обращения,‎ 16 janvier 2018 (lire en ligne).